# Manantial folk

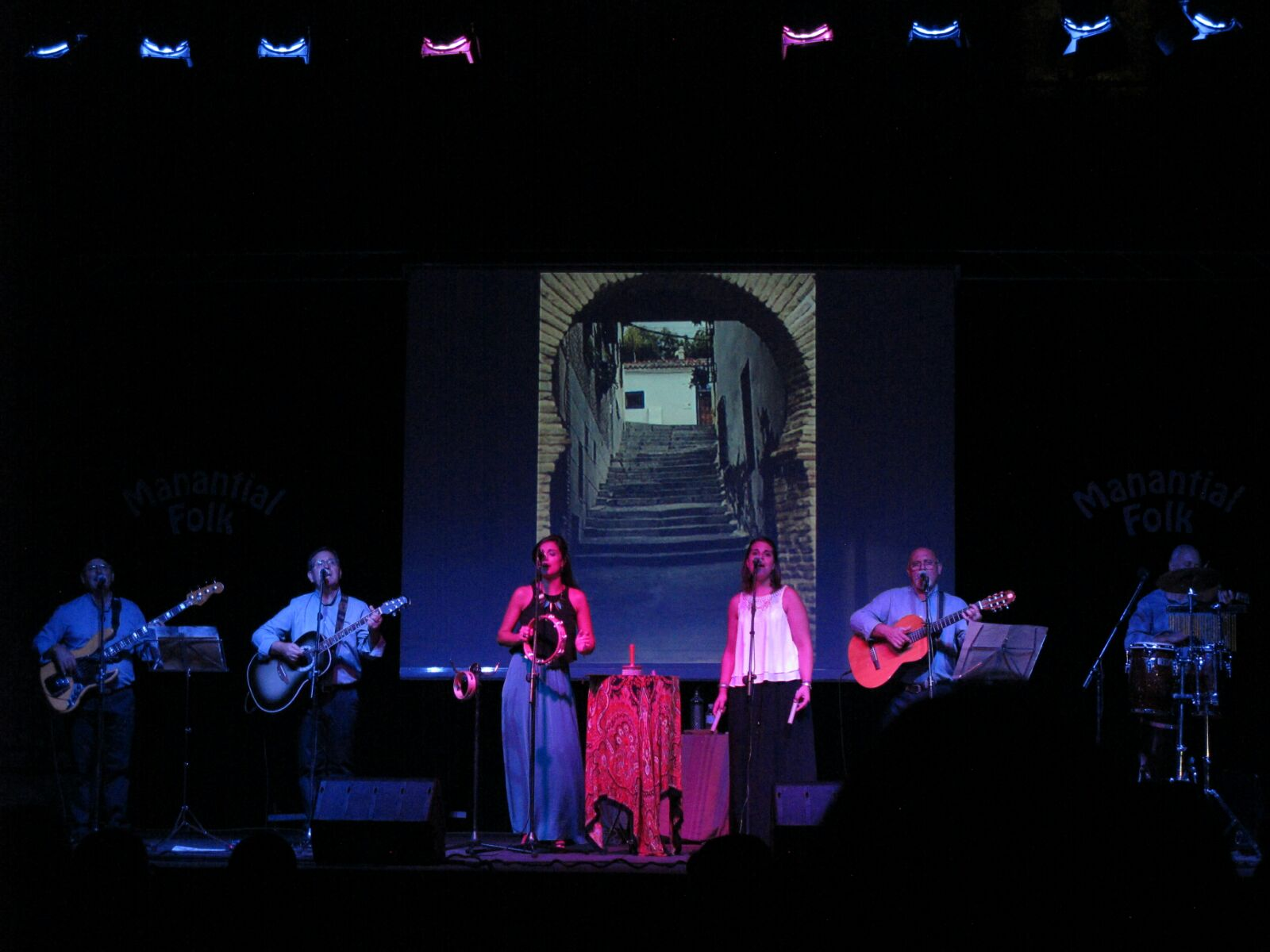
Manantial Folk tocando en Arenas de San Pedro, Ávila (España).

Manantial Folk es un grupo de música tradicional que, desde los pueblos de la Sierra de Gredos, desarrolla una intensa labor de recuperación y actualización del folklore. Han publicado 24 trabajos discográficos, dos cancioneros y han ofrecido más de 2.300 conciertos por todo el país y en el extranjero.

## Historia
Madrigal de la Vera y El Raso de Candeleda, 1981.
En los años 70 un grupo de jóvenes que solían participar junto a los mayores en las rondas espontáneas que, con tanta frecuencia, recorrían las calles de los pueblos de Gredos,  deciden formar un Coro Parroquial que se acompaña con instrumentos populares. En su repertorio alternan música religiosa con canciones tradicionales.
Preocupados por el retroceso que, en esos años, comienza a ser notorio en la Canción Tradicional por la preponderancia de las músicas comerciales y, estimulados por la labor que vienen realizando gentes como Joaquín Díaz, Ismael, Nino Sánchez, Nuevo Mester de Juglaría, Jarcha, etc., deciden formar un grupo que trabaje para recuperar las canciones de su entorno, dejándolas recogidas en grabaciones discográficas, con su estudio e información correspondiente para, de este modo, mantener vivo y transmitir a las generaciones futuras este inmenso legado cultural que ha gozado siempre de tanto aprecio en estos pueblos (La Vera, Valle del Jerte y Valle del Tiétar).
En 1982 se publica su primera grabación “Manantial”, un L.P. con 7 temas tradicionales y 5 composiciones propias, sobre poemas del poeta Pedro Lahorascala. Uno de estos temas, “Amanecer en Gredos” , en ritmo de jotilla y con el silbido característico de los cabreros de Gredos, se oye, insistentemente, en todas las emisoras de radio de Extremadura, Ávila, Toledo y otras provincias. Comienzan a ser solicitados para ofrecer actuaciones. Recorren plazas y teatros de todo el país; pasan a Portugal; unos años más tarde llegan a Costa Rica, Marruecos, Suiza,… A fecha de hoy han realizado más de 2.000 conciertos, habiendo superado algún año el centenar.
La primera formación la integran nueve componentes: Marisa Ramos, Carmela Ramos, Daniela González, Teresa Chilán, Vicente García, José L. Rodríguez, Marcelino Seco, Rafael Tirado y Ángel Tirado. Van apareciendo nuevos discos, casi uno por año; el objetivo es salvar del olvido el mayor número posible de canciones y añadir nuevas composiciones desde los ritmos e instrumentos autóctonos.
En 1988 las componentes femeninas dejan el grupo y se incorporan Ana Aliseda y Cristina Bernal. En 1990, estando de gira en Costa Rica, tienen ocasión de conocer al Presidente Óscar Arias, premio nobel de la Paz, que asiste a algunos de sus conciertos. Más tarde, participan, junto al Grupo Cogolla, el cantaor Niño de la Ribera y el guitarrista Jose A. Conde, en el espectáculo “Alboreá, rondas de boda”, que se presenta en teatros de todo el país, destacando sus funciones en el teatro Bellas Artes de Madrid. En 1991, el Grupo Gredos de Montaña les dedica la IX Fiesta de Montaña (“…con sus hermosas letras que hablan de nuestra tierra, dan a conocer Gredos por donde quiera que van…”).
Vicente García abandona el grupo que toma entonces la formación definitiva de seis componentes con la que se ha mantenido hasta nuestros días. Sus conciertos les llevan por todas partes, en 1993 a Marruecos, con el Instituto Cervantes. Alternan sus actuaciones en plazas y teatros con apariciones en distintas cadenas de TV. Participan en programas de radio de prestigiosos periodistas como: Luis de Olmo (Protagonistas), Paco Lobatón, Constantino Romero, Carlos Herrera, Joaquín Prat, Nieves Herrero, Gemma Nierga, Manolo H.H., Pepa Fernández,…
Con su decimotercer disco “Del natural”, publicado en 1994, llevan a cabo, junto a la Agrupación ecologista ADENEX, una campaña de recuperación del olmo ibérico entregando, con cada CD, una carpetilla con semillas y las indicaciones para su plantación y cuidado.  El 29 de agosto de 1996 abren la primera edición del Festival Internacional Folk de Plasencia en presencia del Consejero de Cultura, Francisco Muñoz. 
En 2003 Ana y Cristina dejan el grupo y se incorporan Carolina Garro y Aurora Tercero. El 2 de abril de 2004 reciben, junto al humorista Forges, el premio ADENEX (“…en reconocimiento a su trabajo de muchos años, en la recuperación y actualización de la Música Tradicional y la defensa en los textos de sus composiciones, del entorno ecológico y los valores autóctonos…”).  El 7 de mayo de 2009 abren la XVIII edición del Festival WOMAD de Cáceres. También reciben, este año, el Premio ANDARES, junto a Joaquín Araujo y Manolo García (El último de la fila), por su labor en la promoción y conservación de la Música Tradicional. En octubre ofrecen un concierto en Lucerna (Suiza). En 2006 encabezan el Top 20, lista de grupos con más actuaciones en España, que publica MUNDOFOLK.
Su composición “La estrella de Gredos” es seleccionada por RNE para representar a España en el EBU FOLK MUSIC CHRISTMAS PROJECT 2012, en el que participan los 27 países de la Unión Europea.
En 2015, Inés Tirado ingresa en el grupo y ocupa el lugar de Aurora. En ese año, realizan una extensa gira presentando su espectáculo “La luz de la palabra”, basado en su libro-CD dedicado a Teresa de Jesús en su V Centenario, actuando en lugares emblemáticos como Ávila, Pastrana o Alba de Tormes. En 2017 reciben, en Guareña, el Premio CHAMIZO, otorgado por la Asociación Cultural “Luis Chamizo” en reconocimiento a su defensa de la identidad regional y su trayectoria musical. 
El 7 de septiembre de 2018 recogen, en el Teatro Romano de Mérida, la Medalla de Extremadura. Para agradecer tan preciada distinción, Manantial Folk llena el Teatro con el silbido de su Amanecer en Gredos.
Tras ello, el día 8 celebran el día de Extremadura con un acto cultural en su pueblo, Madrigal de la Vera, en el que intervienen el ministro de Cultura, José Guirao, la Consejera de Cultura e Igualdad, Leire Iglesias, y la Presidenta de la Diputación de Cáceres, Rosario Cordero, junto a otras autoridades provinciales y locales. El 12 de octubre del mismo año, día de la Fiesta Nacional, Ángel Tirado asiste, en representación del grupo Manantial Folk, a la recepción celebrada en el Palacio Real de Madrid, tras recibir la invitación de la Casa del Rey. 
En la gira 2021, se incorpora a la formación el músico y folklorista Kike Fernández, más conocido como "Kolorao". Este mismo año reciben el premio Guadalupe - Hispanidad "por mantener vivas, mediante la música, las raíces y tradiciones populares". En 2022 celebran su 40 Aniversario con un ambicioso proyecto: "VIVENCIAS", un espectáculo innovador que integra música, danza e imágenes, para el que cuentan con la colaboración del grupo Berezo. 
A lo largo de todos estos años han publicado 24 ediciones discográficas recuperando numerosas canciones tradicionales y poniendo música, desde los ritmos e instrumentos autóctonos, a reconocidos poetas como: Pedro Lahorascala, José María Muñoz Quirós, Carlos de la Rica, Jesús Ángel Martín, Vicente Pozas, Santiago Castelo, Claudio Rodríguez, Rafael Morales, Carmelo Guillén Acosta, Clara Janés, Antonio Colinas, José Pulido, Carlos Aganzo y Santa Teresa de Jesús. Su objetivo siempre ha sido acercar el folklore a los jóvenes sin defraudar a los mayores. Esta extensa trayectoria les ha consagrado como referente indiscutible de la música tradicional del centro peninsular y del panorama folk actual.

## Discografía
- Manantial (1982)  L.P. y casete
- Los tapiales (1984)  L.P. y casete
- Extremadura en la mirada (1985)  L.P. y casete
- Vengo de la Vera, vengo (1986)  L.P. y casete
- “…a sol poner” (1987)  L.P. y casete
- Raíz y vuelo (Recopilatorio) (1988) L. P.
- Jotas, rondas y rondeñas (Recopilatorio) (1988)
- Del Duero al Guadiana (1990)  L. P. y casete
- Alboreá, rondas de boda (1991) (Con Cogolla, Niño de la Ribera y José A. Conde)
- Canciones Populares (Guía didáctica) (1991) casete
- Tiempos (1992) L.P. y casete
- América, te nombro (1992) Single
- Del natural (1994) C.D. y casete
- Pregón XI Festival Acántara (1995) C.D.
- Esto tan nuestro (1997) C.D. (Doble recopilatorio con 4 temas nuevos)
- Jota y rondeña, ronda y romance (1998) Casete (Recopilatorio)
- Más que canciones (2000)  C.D. y casete
- Al estilo de mi tierra (2004) C.D. (Recopilatorio)
- Paisaje y Canción (2006)  C.D.  (Doble recopilatorio)
- Gente, paisaje y canción (2006) D.V.D. (Concierto en directo)
- Cuando las calles cantan (2009)  C.D.  (Doble recopilatorio)
- La estrella de Gredos (2011) C.D. (Villancicos y canciones de Navidad)
- Sonidos del tiempo (2013)  C.D. (Recopilatorio)
- La luz de la palabra (2015) Libro-C.D. dedicado a Santa Teresa de Jesús en su V centenario.

## Cancioneros
- Así canta Extremadura (P. Lahorascala/ A. Tirado/Manantial Folk) Editorial Alpuerto, 1989 (Contiene partitura y estudio de los 63 temas grabados por Manantial Folk en sus seis primeros discos).

- Cancionero Tradicional de la Comarca de la Vera[14] (P. Lahorascala/ A. Tirado/Manantial Folk) Edita: Amigos de La Vera (2013)(529 canciones con su partitura y estudio correspondiente. De ellas, 286 inéditas)